# Écluse à bassins d'épargne

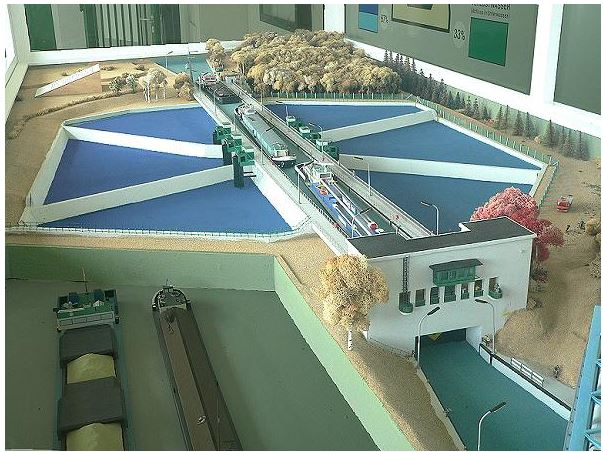
Modèle de l’écluse à bassins d’épargne Sülfeld avec 2 x 3 réservoirs

Une « écluse à bassins d'épargne » est une écluse à sas qui, sur un canal artificiel, permet d'économiser l'eau qui risque de manquer en période sèche, le prélèvement devant donc être limité au strict minimum, c'est-à-dire uniquement à ce qui est nécessaire pour compenser les pertes par évaporation, évapotranspiration et éventuelles fuites et infiltrations résiduelles au travers de la couche d'étanchéité. Les bassins d'épargnes sont généralement associés (sur le principe de vases communicants contrôlés par des systèmes de vannes) à de grandes écluses à très hautes chutes (30 m et plus) .
En raison des fréquentes variations de pression sur le sol l'appui de leurs parois, ces écluses doivent être techniquement particulièrement bien conçues. Elles peuvent parfois avoir pour inconvénient d'allonger la durée d'éclusée ; plus ou moins selon la conception du système écluse-bassins, selon le nombre de bassin et selon la disponibilité en eau. L'eau qui est évacuée gravitairement pourrait théoriquement être turbinée pour produire de l'électricité.

## Principes
Les ingénieurs cherchent à rendre ce type d'écluse « neutre du point de vue de la consommation d'eau du canal » grâce à  « un recyclage intégral du volume d'eau du sas vidangé à chaque bassinée. Récupérer une partie de ce volume de manière gravitaire, dans différents bassins judicieusement disposés, permet de limiter les volumes d'eau à relever dans le bief amont par pompage (...) Les gains obtenus s'apprécient alors en termes de réduction de la consommation électrique de pompage mais également en termes des conditions de fonctionnement hydraulique avec une réduction des charges hydrostatiques, particulièrement avantageuse pour les grandes hauteurs de chute, et de la durée de l'opération de sassement. Ceci au prix d'un accroissement de la complexité du génie civil, des circuits hydrauliques et des équipements hydromécaniques des écluses. Dans le cadre des études d'avant-projet des écluses du Canal Seine-Nord, deux concepts d'agencement de ces bassins d'épargne ont été étudiés et comparés (bassins d'épargne séparés et intégrés) ».

## Historique
L'idée d'utiliser des bassins d'épargnes a largement plus d'un siècle, elle est par exemple cité par Bazaine en 1824 dans un Mémoire sur l'établissement des bassins d'épargne dans les canaux de navigation et sur les moyens d'économiser une grande partie de l'eau qui se dépense annuellement au canal du Ladoga.
Parmi les premières écluses actuelles à bassins d'épargne figurent celles du Canal Rhin-Main-Danube :
- écluse d'Hilpoltstein (de)
- écluse d'Eckersmühlen (de)
- écluse de Leerstetten (de)

## L'exemple du projet de Canal Seine-Nord
L'avant-projet et l'étude d'impact du canal Seine-Nord Europe ont prévu l'expérimentation d'un système d'écluse à bassins d'épargne avec introduction d'eau par le fond du sas, (qui « a fait l'objet d'études sur modèles numérique et physique. Ces études ont permis de dimensionner le circuit d'alimentation du sas et de définir le design le plus approprié à la chambre des vannes de contrôle des écoulements entre les bassins d'épargne et le sas », dont pour la plus grande écluse (de plus de 30 m de hauteur de chute). « Le phénomène d'intumescence dans les biefs, lié au sassement rapide d'écluses de grand volume - et malgré les échanges en circuit fermé d'une fraction majoritaire de ce volume entre le sas et des bassins d'épargne - nécessite des dispositions particulières pour préserver les conditions de navigation dans le canal (...) maîtriser l'onde d'intumescence initiale mais restreint les possibilités d'accélérer le sassement, d'autre part à créer des bassins d'amortissement le long des biefs, préférentiellement implantés au voisinage des écluses, afin de réduire l'amplitude des ondes résultantes dans le canal ».